# Borralhara

## Borralharas
As borralharas são aves da família Thamnophilidae, definições nos gêneros Mackenziaena e Frederickena. O grupo inclui quatro espécies, todas pertencentes à fauna brasileira. São aves de porte médio, com plumagem predominantemente marrom ou preta, e caracterizam-se por cantos seus melodiosos e vibrantes.
O nome borralhara foi selecionado como nome vernáculo técnico para a espécie Mackenziaena severa pelo Comitê Brasileiro de Registros Ornitológicos (CBRO) em 2021.
Taxonomia:
- Família: Thamnophilidae
- Subfamília: Formicariinae
- Tribo: Formicariini
- Gêneros:
  - Mackenziaena (2 espécies)
  - Frederickena (2 espécies)

Espécies:
- Borralhara-do-nordeste (Mackenziaena leachii)
- Borralhara-do-sul (Mackenziaena severa)
- Borralhara-de-banda-branca (Frederickena viridis)
- Borralhara-de-banda-vermelha (Frederickena undata)

Distribuição e habitat:
As borralharas são encontradas nas florestas tropicais e subtropicais do Brasil, com distribuição variável entre as diferentes espécies. A borralhara-do-nordeste ocorre na Mata Atlântica e no Cerrado, enquanto a borralhara-do-sul é restrita à Mata Atlântica. As borralharas-de-banda-branca e -vermelha são descobertas na Amazônia.
Comportamento e alimentação:
As borralharas são aves insetívoras, que se alimentam principalmente de formigas e cupins. Forrageiam no solo da floresta, geralmente em pares ou pequenos grupos. São aves territorialistas e podem frequentemente defender seu território e restringir parceiros.
Reprodução:
As borralharas constroem ninhos em forma de taça em árvores ou arbustos. A fêmea coloca 2 a 3 ovos, que são incubados por ambos os pais. Os filhotes são nidícolas e são alimentados pelos pais até que possam voar.
Conservação:
As borralharas são consideradas aves de menor preocupação pela IUCN. No entanto, algumas espécies, como a borralhara-do-sul, estão ameaçadas de extinção devido à perda de habitat.